# Thập niên 1130
Thập niên 1130 là thập niên diễn ra từ năm 1130 đến 1139.